# Vermont, Victoria
Vermont är en ort i Australien. Den är en förort till Medbourne och ligger i kommunen Whitehorse och delstaten Victoria, omkring 20 kilometer öster om Melbourne. Antalet invånare är 9 902.
Närmaste större samhälle är Rowville, omkring 11 kilometer söder om Vermont. 